# Stratford (Texas)
Stratford es una ciudad ubicada en el condado de Sherman en el estado estadounidense de Texas. En el Censo de 2010 tenía una población de 2017 habitantes y una densidad poblacional de 382,88 personas por km².

## Geografía
Stratford se encuentra ubicada en las coordenadas 36°20′12″N 102°4′26″O / 36.33667, -102.07389. Según la Oficina del Censo de los Estados Unidos, Stratford tiene una superficie total de 5.27 km², de la cual 5.27 km² corresponden a tierra firme y (0%) 0 km² es agua.

## Demografía
Según el censo de 2010, había 2017 personas residiendo en Stratford. La densidad de población era de 382,88 hab./km². De los 2017 habitantes, Stratford estaba compuesto por el 88.7% blancos, el 0.35% eran afroamericanos, el 0.45% eran amerindios, el 0.05% eran asiáticos, el 0% eran isleños del Pacífico, el 8.82% eran de otras razas y el 1.64% pertenecían a dos o más razas. Del total de la población el 45.86% eran hispanos o latinos de cualquier raza.